# Concavutella
Concavutella es un género de foraminífero bentónico de la subfamilia Schwagerininae, de la familia Schwagerinidae, de la superfamilia Fusulinoidea, del suborden Fusulinina y del orden Fusulinida. Su especie tipo es Pseudofusulina? concavutas. Su rango cronoestratigráfico abarca el Artinskiense (Pérmico inferior).

## Discusión
Clasificaciones más recientes incluirían Concavutella en la superfamilia Schwagerinoidea, y en la subclase Fusulinana de la clase Fusulinata.

## Clasificación
Concavutella incluye a las siguientes especies:
- Concavutella adelpha †
- Concavutella amoena †
- Concavutella callosa †
- Concavutella concavutas †
- Concavutella curtata †
- Concavutella densa †
- Concavutella eximia †
- Concavutella fallax †
- Concavutella heineri †
- Concavutella hyperborea †
- Concavutella irginensis †
- Concavutella irregularissima †
- Concavutella moffiti †
- Concavutella pseudoconcavutas †
- Concavutella rainyensis †
- Concavutella vissarionova †

Otras especies consideradas en Concavutella son:
- Concavutella dugouthensis †, de posición genérica incierta
- Concavutella irinensis †, de posición genérica incierta
- Concavutella megagrandis †, de posición genérica incierta
- Concavutella parvagrandis †, de posición genérica incierta
- Concavutella schtekoldinae †, de posición genérica incierta